# إيما ماكي
إيما ماكي (بالإنجليزية: Emma Mackey) هي ممثلة فرنسية وبريطانية، ولدت في 4 يناير 1996 في لو مان سيتي في فرنسا. أشتهرت بلعبها دور شخصية مايف وايلي بمسلسل الدراما الكوميدي التربية الجنسية على نيتفلكس، وأدى أدائها المتميز في هذا ولد
الدور الى ترشيحها لجائزة تلفزيون الأكاديمية البريطانية. منذ ذلك الحين لعبت دور البطولة في الفيلم الغامض الموت على النيل (2022) وجسدت دور الكاتبة إميلي برونتي في الفيلم الدرامي إميلي (2022). فازت بجائزة البافتا للنجم الصاعد في عام 2023. تعيش ماكي في لندن حاليًأ كمواطنة مزدوجة الجنسية فرنسية وبريطانية.

## النشأة والتعليم
ولدت ماكي في لو مان في فرنسا واسم ولادتها تشارد ماكي، وهي ابنة لأب فرنسي وأم إنجليزية. والدها يعمل مدير مدرسة. ترعرت في سابليه سور سارت، وحصلت على البكالوريا في عام 2013 مع مرتبة الشرف العليا في أكاديمية نانت، وهي منطقة تعليمية فرنسية. انتقلت بعد ذلك إلى إنجلترا لدراسة اللغة الإنجليزية وآدابها في جامعة ليدز. تخرجت في عام 2016.

## الحياة المهنية
تلقت ماكي أول دور احترافي لها مع المسلسل الدرامي الكوميدي التربية الجنسية على نيتفلكس، بدور شخصية مايف وايلي، الفتاة المشاغبة، الذكية، سريعة البديهة والدهاء في مجال الأعمال والتي تقنع زميلها الطالب أوتيس ميلبورن (آسا باترفيلد) لبدء عمل تجاري سري للعلاج الجنسي في مدرستهم. صرحت قائلة: "بالنسبة لي، هذا هو أول عمل لي. ... لقد كان ولا يزال وقتًا سعيدًا حقًا." نالت ماكي بتمثيلها في المسلسل على إستحسان واسع. كتبت صحيفة هندوستان تايمز "إيما ماكي، في دور مايف، هي إكتشاف جديد، ربما يكون أفضل أداء لممثلة بريطانية شابة رأيته منذ أن اكتشفت فلورنس بيو. إنها مغرية لكنها بعيدة، عملية لكنها عاطفية، ذكية ولكنها تقع في الحب بحماقة." ولهذا الدور، حصلت ماكي على ترشيح لجائزة تلفزيون الأكاديمية البريطانية في عام 2021، وفازت بجائزة الكوميديا الوطنية في عام 2022.
في عام 2021، اخذت ماكي الدور الرئيسي في فيلم الدراما الرومانسية المستقل بعنوان «إيفل»، والذي تم عرضه لأول مرة في المهرجان الفرنسي «Alliance Française» وحصل على العديد من العروض المسرحية الدولية؛ وحقق الفيلم أكثر من 13 مليون دولار في جميع أنحاء العالم. صرح موقع المراجعة «DoItInParis» أن ماكي "يشع منها الأذى في جذور البرجوازية الإقليمية المتمردة بأكملها، وهي متقلبة بعض الشيء ولكنها محبوبة بشكل جنوني." وفي العام التالي، ظهرت في فيلم الإثارة والغموض الموت على النيل، وهو تكملة لفيلم جريمة في قطار الشرق السريع لعام 2017، لعبت الدور الثانوي لشخصية جاكلين دي بيليفورت.
حصلت ماكي على أول دور سينمائي رئيسي لها بدور شخصية الروائية إميلي برونتي في فيلم «إميلي» لعام 2022، والذي يركز على حياة برونتي المبكرة. وفي العام التالي، ظهرت في الفيلم الكوميدي الخيالي باربي.

## الأعمال

### أفلام
| السنة | العنوان              | الدور                    | ملاحظات   |
| ----- | -------------------- | ------------------------ | --------- |
| 2019  | تيك                  | جيس                      | فيلم قصير |
| 2021  | إيفل                 | أدريان بورجيه            |           |
| 2022  | الموت على ضفاف النيل | جاكلين "جاكي" من بيلفورت |           |
| 2022  | اميلي                | إميلي برونتي             |           |
| 2023  | باربي                | أحدى شخصيات باربي.       |           |

### التلفاز
| السنة     | العنوان         | الدور      | ملاحظات       |
| --------- | --------------- | ---------- | ------------- |
| 2019–2023 | التربية الجنسية | مايف وايلي | دور رئيسي     |
| 2020      | بحيرة الشتاء    | هولي       | فيلم تلفزيوني |

## الجوائز والترشيحات
| السنة | الجائزة                             | الفئة                    | العمل المرشح    | النتيحة | مصادر  |
| ----- | ----------------------------------- | ------------------------ | --------------- | ------- | ------ |
| 2021  | جوائز تلفزيون الأكاديمية البريطانية | أفضل ممثلة كوميدية       | التربية الجنسية | رُشِّح     | [ 34 ] |
| 2022  | جوائز الكوميدية الوطنية             | افضل ممثلة كوميدية       | التربية الجنسية | فوز     | [ 35 ] |
| 2022  | جوائز الافلام المستقلة البريطانية   | أفضل دور رئيسي           | إميلي           | رُشِّح     | [ 36 ] |
| 2022  | جوائز الافلام المستقلة البريطانية   | أفضل أداء جماعي          | إميلي           | رُشِّح     | [ 36 ] |
| 2023  | جوائز الأكاديمية البريطانية للأفلام | جائزة بافتا للنجم الصاعد | –               | فوز     | [ 37 ] |

## وصلات خارجية
- إيما ماكي على موقع IMDb (الإنجليزية)
- إيما ماكي على موقع ميتاكريتيك (الإنجليزية)
- إيما ماكي على موقع روتن توميتوز (الإنجليزية)
- إيما ماكي على موقع ألو سيني (الفرنسية)
- إيما ماكي على موقع قاعدة بيانات الفيلم (الإنجليزية)